# Max Castro
Max Weber Castro Miranda (Tambo, Ayacucho, 3 de agosto de 1978) es un guitarrista, cantante, compositor y compilador de la música andina del Perú.

## Biografía
Nació 3 de agosto de 1978 en el distrito de Tambo, provincia de La Mar del departamento de Ayacucho. Sus padres son Gabriel Antero Castro Torres y Esther Miranda Bustíos, ambos docentes del distrito de Tambo. Es el menor de seis hermanos.
Se inició a los 9 años el teatro Cavero de la ciudad de Ayacucho. En 1990 graba su primera producción musical titulado Busco a Huamanga, a la edad de 12 años. Esta producción sería el inicio de su carrera artística. Posteriormente es invitado por Israel López y Alejandro Carrasco a una gira por los Estados Unidos. Le proponen quedarse en Estados Unidos, pero debido a su corta edad y el apego a su familia, él decide regresar al Perú. Decide armar su proyecto musical. Para esto tuvo que tomar clases de canto y música con profesores particulares, también vendió muchas cosas personales como instrumentos que había comprado en Japón. Trabajó duro como músico para poder pagar el estudio de grabación; tocaba en peñas, pequeños recitales, cumpleaños, etc. Gracias al apoyo de sus compañeros músicos pudo lograr su primer álbum Duele amar en el año 2000. 
Posteriormente, Castro recibió la propuesta de hacer un film sobre la canción «Duele amar» de su primer álbum musical. La película que llevó su nombre, Duele amar, se estrenó en 2003. En ella participaron los destacados actores, Reynaldo Arenas, Analí Cabrera, Javier Alboreda, Eduardo Alonso, Zelma Gálvez, Daysi Ontaneda, entre otros, quienes guiarían en esta etapa de actor. La película se rodó en los escenarios de Ayacucho y Lima. En medio del rodaje del film Max Castro recibe la llamada de Gian Marco quien le propone realizar la banda sonora para la película Paloma de papel que incluiría un videoclip realizado en la Escuela Militar de Chorrillos. La película dirigida por Fabrizio Aguilar Boschetti, tendría mucho éxito a nivel nacional e internacional. 
En julio del 2005, viaja a España, Billy Segura, quien negoció con Fernando Olivera Vega, embajador peruano en dicho país. La ciudad de Madrid se vestía de fiesta peruana y el encargado de la música era Max Castro. Luego de España se fue a Italia a las ciudades de Milano y Roma. Durante un mes estuvo por Europa. Cuando regresa a Perú tiene una nueva propuesta para viajar al extranjero, esta vez a los Estados Unidos.Las presentaciones serían en las ciudades de Washington, Paterson, New Jersey, Virginia. Por la buena acogida de las presentaciones en los Estados Unidos, en el 2006 es invitado al “Festival Multicultural” en Canadá, donde compartió escenarios con el salsero Eddie Santiago. En ese 2006 liberó el disco La musa.
En julio del 2007 vuelven a viajar a los Estados Unidos a una gira de dos semanas.  En setiembre del 2007 volverían a viajar, pero esta vez a Canadá. Perú sería anfitrión del “Festival Multicultural» llevado a cabo en Quebec. Aquí compartiría escenario con Eva Ayllón. En febrero del 2008 viajarían a la ciudad de Otavalo – Ecuador, participando en el Festival Internacional «Paukar Raymi».
El cantautor peruano Pepe Alva, lo invitaría a ser parte del proyecto Kuska. En este proyecto también participarían los reconocidos cantantes andinos William Luna y Diosdado Gaytan Castro. En el 2011 Kuska se presentaría en el país de Argentina en el Teatro Nacional de Buenos Aires. Se grabaron dos videos clips de las canciones: «Pechito Corazón» y «Valle». Kuska también realizó giras en el interior del Perú.

## La Gran Banda
En el 2012 Max Castro empieza a formar su proyecto llamado la “Gran Banda” dirigido por Marcos Ordóñez quien junto a músicos egresados del Conservatorio Nacional de Lima, realizan un ensamble orquestal de metales al repertorio de los éxitos de Max Castro. El 3 de febrero del 2012 Max Castro presentaría su proyecto la “Gran Banda” en un concierto llevado a cabo en el anfiteatro del parque de la exposición.

## Discografía

### Busco a Huamanga(1990)
1. Polluelos
2. Madre
3. Néctar del amor
4. Pregones
5. Rosita en capullo
6. Dolor
7. Busco a Huamanga
8. Alameda Putkamayu
9. Luces
10. Maestro
11. Alma noble
12. Cela huayta

### Duele amar(2000)
1. Tú me pides que te olvide (Corazón herido)
2. Que pena
3. Llévate mi corazón
4. Cantando y bailando
5. Pequeña mía
6. Porque te fuiste
7. Duele amar
8. Desdicha de amor
9. Cállate
10. Ay way
11. Linda morena
12. Selección de huaynos:

a) Cuando me vaya 
b) Acaso duerme quien ama 
c) Jarana

### Para ti(2003)
1. Tu amor no vale nada
2. Nuevo cielo
3. Para ti
4. Otra vez
5. Desde muy lejos
6. Mi destino
7. A las orillas del río
8. Envidia
9. Huaynos norteños
10. Paloma de papel

### La musa(2006)
1. A qué volviste
2. La musa
3. Con el amor no se juega nunca
4. Dime, dime
5. Loca juventud – Poco a poco
6. Luz
7. El cartero
8. Mía, mía
9. Amor de lo mejor
10. Te extraño

### Buscando un sueño(2013)
1. Antawara
2. Amor agonizante
3. No llores por mi
4. Linda coqueta
5. Si te marchas, vete ya
6. Amor de novela
7. El soltero
8. La última carta
9. Sentimiento herido
10. Buscando un sueño